# 増田博行
増田 博行（ますだ ひろゆき、1960年4月19日 - ）は、日本の国土交通技官。国土交通省九州地方整備局長や、国土交通省技術総括審議官を務めた。退官後、日本道路建設業協会副会長、九州大学客員教授、九州電力顧問等。工学博士。

## 人物・経歴
福岡県福岡市出身。福岡県立修猷館高等学校を経て、1985年東京大学大学院工学系研究科土木工学専門課程修了、建設省入省。1998年建設省九州地方整備局鹿児島国道工事事務所長。2001年英国道路庁派遣。2003年国土交通省九州地方整備局福岡国道事務所長。2005年国土交通省道路局国道・防災課国道事業調整官。2006年東日本高速道路経営企画部次長兼経営計画課長。2009年福岡県県土整備部長。2012年国土交通省道路局環境安全課長。2014年東日本高速道路経営企画本部付部長。2015年国土交通省道路局企画課長。2016年国土交通省大臣官房審議官（道路局担当）。2017年から国土交通省九州地方整備局長を務め、熊本地震からの復旧復興や平成29年九州北部豪雨への対応にあたるなどした。2018年国土交通省技術総括審議官。2019年退官、日本道路建設業協会常任参事、日本道路建設業協会専務理事代行、日本道路建設業協会CSR推進委員会委員長。2020年九州電力顧問、日本道路建設業協会副会長兼専務理事、日本道路協会監事　等。　